# Željko Cicović
Željko Cicović ( pronúncia ? · ficheiro em sérvio:  Жeљкo Цицoвић) (Belgrado, 8 de setembro de 1971) é um ex-futebolista sérvio naturalizado espanhol.

## Carreira
Cicović defendeu somente dois times em sua carreira: o Rad Belgrado, entre 1989 e 1997, e o Las Palmas, onde se destacou entre 1997 e 2005 (chegou a ganhar o Troféu Zamora na temporada 1998-99), ano de sua aposentadoria.
Desde seu abandono dos gramados, passaria a treinador de goleiros no mesmo Las Palmas, função que exerce até hoje.

## Seleção
Cicović defendeu a antiga Seleção Iugoslava de Futebol em apenas seis partidas, todas em 2000.
Rejeitado na convocação para a Copa de 1998, seria chamado para a Eurocopa de 2000, como segundo reserva de Ivica Kralj. Com a dissolução da Iugoslávia em 2003, o goleiro não chegaria a atuar pela Seleção de Sérvia e Montenegro, que também teria curta existência (até 2006).